# VIII з'їзд РКП(б)
VIII з'їзд РКП (б) — з'їзд РКП (б), що проходив 18 — 23 березня 1919 року, у місті Москва. Було представлено 403 делегати більш ніж від 300000 членів партії. Роботою з'їзду керував В. І. Ленін.

## Порядок денний
- Звіт ЦК ;
- Програма РКП (б);
- Створення Комінтерну;
- Воєнний стан і воєнна політика;
- Робота в селі;
- Організаційні питання;
- Вибори ЦК.

Резолюції і ухвали:
- По звіту ЦК;
- Про проект Програми;
- З військового питання;
- З організаційного питання;
- Про відношення до середнього селянства;
- Про політичну пропаганду і культурно-просвітницьку роботу в селі;
- Про роботу серед жіночого пролетаріату;
- Про роботу серед молоді;
- Про партійний і радянський друк.

З'їзд прийняв звернення до партійних організацій і вітальну радіотелеграму уряду Угорської радянської республіки.
На з'їзді було ухвалено рішення про створення секретаріату ЦК.

## Рішення з'їзду
На з'їзді було обрано:
- Центральний Комітет: 19 членів, 8 кандидатів у члени ЦК
- Центральна ревізійна комісія: 3 члени

### Персональний склад членів Центрального комітету РКП (б), обраний з'їздом
1. Бєлобородов Олександр Георгійович
2. Бухарін Микола Іванович
3. Дзержинський Фелікс Едмундович
4. Євдокимов Григорій Єремійович
5. Зінов'єв Григорій Овсійович
6. Калінін Михайло Іванович
7. Каменєв Лев Борисович
8. Крестинський Микола Миколайович
9. Ленін Володимир Ілліч
10. Муранов Матвій Костянтинович
11. Радек Карл Бернгардович
12. Раковський Христіан Георгійович
13. Серебряков Леонід Петрович
14. Смілга Івар Тенісович
15. Сталін Йосип Віссаріонович
16. Стасова Олена Дмитрівна
17. Стучка Петро Іванович
18. Томський Михайло Павлович
19. Троцький Лев Давидович

Персональний склад кандидатів у члени Центрального Комітету ВКП(б), обраний з'їздом:
1. Сергєєв Федір Андрійович
2. Бубнов Андрій Сергійович
3. Владимирський Михайло Федорович
4. Данішевський Карл Юлій Христіанович
5. Міцкевич Вінцас Симанович
6. Смирнов Іван Микитович
7. Шмідт Василь Володимирович
8. Ярославський Омелян Михайлович

Персональний склад членів Центральної Ревізійної Комісії ВКП(б), обраний з'їздом:
1. Курський Дмитро Іванович
2. Луначарський Анатолій Васильович
3. Цивцивадзе Ілля Венедиктович